# Vincent Dyduch
Vincent Dyduch (* 9. März 1974 in Bordeaux) ist  ein ehemaliger französischer Fußballspieler.

## Karriere
Dyduch begann seine Karriere beim Zweitligisten Olympique Nîmes. Dort kam er in seiner ersten Profisaison bereits 19 Mal zum Einsatz, stieg mit dem Klub jedoch in die dritte Liga ab. 1996 wechselte er zum ebenfalls drittklassigen FC Sète. Nach einem Jahr dort ging er zum Zweitligisten CS Louhans-Cuiseaux. Mit Louhans-Cuiseaux stieg er zunächst ab, 1999 aber wieder in die zweite Liga auf. 2000 wechselte er zum portugiesischen Zweitligisten Académica de Coimbra, mit dem er 2002 in die erste Liga aufstieg. 2005 kehrte er nach Frankreich zurück und unterschrieb beim Fünftligisten AC Arles. Mit Arles stieg er zweimal in Folge auf und beendete 2008 als Drittligaspieler seine Karriere.